# Zufallslaser
Zufallslaser sind ungeordnete optische Medien, die zur Laseremission angeregt werden. Experimentelle und theoretische Untersuchungen zeigen, dass die Strahlung von Zufallslasern sich sowohl von der Strahlung thermischer Lichtquellen, als auch von herkömmlichen Laserlicht unterscheidet.
Zufallslaser liegen in gewissem Sinne zwischen einem gewöhnlichen Fabry-Pérot-Laser und einer Glühlampe: Wie eine Glühlampe emittieren sie in alle Raumrichtungen. Ihr Licht ist jedoch von höherer Kohärenz. So wie in gewöhnlichen Lasern folgen die Photonen der Poisson-Statistik. Allerdings ist die Kohärenzzeit von Zufallslaserlicht immer kleiner als bei herkömmlichen Lasern, da Zufallslaser stärkere Auskopplungsverluste haben.
Zufallslaser lassen sich in flexibler Form, als Film, Cluster oder in Lösung herstellen.